# Beast Wars: Transformers
Beast Wars: Transformers, i Kanada: Beasties: Transformers, är en Transformers-TV-serie animerad med datorgrafik, som visades åren 1996-1999, och lanserades i samband med leksaksserien Transformers: Beast Wars.

## Handling
Serien utspelar sig på en primitiv planet där "Maximals" och "Predacons" kämpar om Energon-kristallerna.